# Большие Кургузи
Большие Кургузи (тат. Olı Qarağuca, Олы Карагуҗа) — село в Зеленодольском районе Республики Татарстан. Административный центр Большекургузинского сельского поселения.

## География
Расположено на реке Петьялка в 31 км к северо-востоку от Зеленодольска.

## История
Известно с периода Казанского ханства. В XVIII — первой половине XIX века жители относились к сословию государственных крестьян (из бывших ясачных татар). Основные занятия жителей в этот период – земледелие (в начале XX века земельный надел сельской общины составлял 2358,6 десятин) и разведение скота, были также распространены тележный промысел, изготовление рогожных кулей, изделий из луба и коры.
В «Списке населенных мест по сведениям 1859 года», изданном в 1866 году, населённый пункт упомянут как казённая деревня Большие Каргузи 3-го стана Казанского уезда Казанской губернии. Располагалась при безымянном ключе, на почтовом тракте из Казани в Царёвококшайск, в 30 верстах от уездного и губернского города Казани и в 42 верстах от становой квартиры в казённой деревне Верхние Верески. В деревне, в 130 дворах проживали 1105 человек (547 мужчин и 558 женщин), были мечеть, базары по четвергам.
В начале XX века в селе действовали мечеть (построена в 1846 г.), мектеб, 3 ветряные мельницы, кузница, 8 мелочных лавок; базар по четвергам.
До 1920 года село входило в Кукморскую волость Казанского уезда Казанской губернии. С 1920 года в составе Арского кантона ТАССР. С 10 августа 1930 года в Дубъязском, с 4 августа 1938 года в Юдинском, с 16 июля 1958 года в Зеленодольском районах.
В 1932 году в селе был организован колхоз. С 1957 года в составе птицеводческого совхоза. С 1965 года центральная усадьба выделившегося овощеводческого совхоза «Мичуринский». С 1994 года коллективное предприятие «Мичурин», в 2002—2013 годах общество с ограниченной ответственностью «Кургузи».

## Население
| Численность населения, чел. Источник — . | Численность населения, чел. Источник — . | Численность населения, чел. Источник — . | Численность населения, чел. Источник — . | Численность населения, чел. Источник — . | Численность населения, чел. Источник — . | Численность населения, чел. Источник — . | Численность населения, чел. Источник — . | Численность населения, чел. Источник — . | Численность населения, чел. Источник — . | Численность населения, чел. Источник — . | Численность населения, чел. Источник — . | Численность населения, чел. Источник — . | Численность населения, чел. Источник — . |
| 1782                                     | 1859                                     | 1897                                     | 1908                                     | 1920                                     | 1926                                     | 1949                                     | 1958                                     | 1970                                     | 1979                                     | 1989                                     | 2002                                     | 2010                                     | 2018                                     |
| ---------------------------------------- | ---------------------------------------- | ---------------------------------------- | ---------------------------------------- | ---------------------------------------- | ---------------------------------------- | ---------------------------------------- | ---------------------------------------- | ---------------------------------------- | ---------------------------------------- | ---------------------------------------- | ---------------------------------------- | ---------------------------------------- | ---------------------------------------- |
| 264                                      | 1105                                     | 1596                                     | 1796                                     | 1426                                     | 1636                                     | 641                                      | 874                                      | 1048                                     | 847                                      | 750                                      | 702                                      | 655                                      | 640                                      |

Национальный состав села — татары.

## Экономика
Действуют крестьянские (фермерские) хозяйства (полеводство, скотоводство, овощеводство), с 2014 года — пекарня общества с ограниченной ответственностью «Ипле».

## Инфраструктура
Неполная средняя школа (с 1919 г. как начальная), дом культуры (открыт в 1934 г. как клуб) и библиотека (открыта в 1934 г. как изба-читальня), с 2013 года располагающиеся в здании многофункционального центра, детский сад (с 2014 г.), фельдшерско-акушерский пункт, универсальная спортивная площадка (с 2014 г.).

## Религия
Мечеть (с 1993 г.).